# Revolutionärer Aufbau Schweiz

Logo des Revolutionären Aufbau Schweiz

Die Organisation Revolutionärer Aufbau Schweiz (RAS) und ihre Ableger Revolutionärer Aufbau Zürich (RAZ), Revolutionärer Aufbau Basel und Revolutionärer Aufbau Winterthur sind antikapitalistisch orientierte marxistisch-leninistische Organisationen der Schweiz.
Eines der Gründungsmitglieder und führende Exponentin ist Andrea Stauffacher.

## Geschichte und Aktionen
1992 entstanden der Revolutionäre Aufbau und der Aufbau-Vertrieb. Dieser dient dem Verkauf von revolutionärer Literatur.
Im Jahr 2000 gelang es der Gruppe anhand von zugespielten Geheimdienstdokumenten und eigenen Recherchen, die vermutlich für den Bundesnachrichtendienst arbeitende Münchner Gruppe 2 und den für sie arbeitenden und europäische soziale Bewegungen infiltrierenden Agenten Manfred Schlickenrieder zu enttarnen.
Der RAS distanziert sich nicht explizit von Farbbeutelanschlägen und Sprengstoffanschlägen mit Hilfe von umgebauten Feuerwerkskörpern. Die Anschläge richten sich vor allem gegen Institutionen und Gebäude mit Symbolcharakter, wie z. B. Banken, Grosskonzerne sowie staatliche Einrichtungen wie Polizei und Justiz.
Der RAS befürwortet revolutionäre Kämpfe und seine Gewaltbereitschaft steigt gemäss der Einschätzung der schweizerischen Bundesbehörden an.
Im Februar 2007 wurden auf Ersuchen der Mailänder Staatsanwaltschaft im Umfeld des RAZ Hausdurchsuchungen durchgeführt, die im Zusammenhang mit einer Operation der italienischen Polizei gegen die Roten Brigaden standen.

## Aufbau und Gliederung
Die Organisationsstruktur des Revolutionären Aufbaus ist nicht bekannt.
Bereits in den 1970er und 1980er Jahren waren die etwa 50 Mitglieder des RAS politisch aktiv. Dabei scheint es zu vielen Kontakten zur internationalen linksextremistischen Szene gekommen zu sein. Hierbei vor allem zu den italienischen Roten Brigaden und den belgischen Cellules Communistes Combattantes.
Heute scheinen sich die Kontakte des RAZ mit anderen linksextremen Gruppierungen vor allem auf die Länder Deutschland, Italien, Belgien und die Schweiz zu konzentrieren.
Der RAZ ist im RAS tonangebend.
Weitere Büros gibt es in Bern (RABe) und Basel (RABa) und seit Oktober 2006 in Winterthur.
Daneben gibt es Aktivitäten in Genf, Luzern, St. Gallen, Solothurn, Freiburg im Üechtland und Zug.
Verschiedene Untergruppen sind mit dem RAS liiert.

## Aktionsthemen
Thematische Schwerpunkte des RAS sind Friedenspolitik, Nahostkonflikt, Globalisierung, Imperialismus, Patriarchat, Arbeitskampf, Asyl- und Flüchtlingswesen, politische Gefangene, Antifaschismus und die Kurdenfrage.
Ziel des RAS ist eine klassenlose Gesellschaft.

## Medien

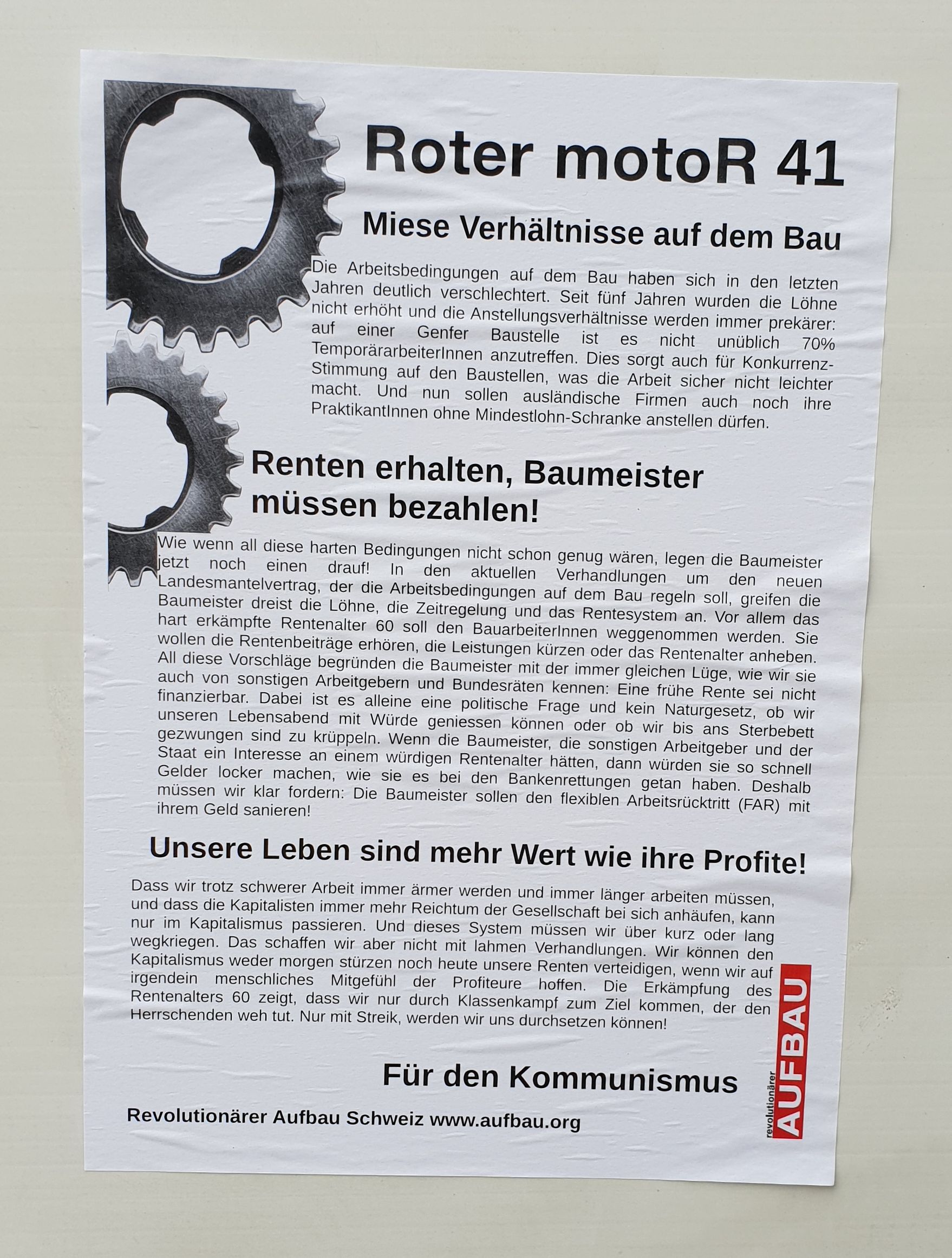
Roter motorR 41, Geklebte Wandzeitung des RAZ

- Zeitung: «Aufbau» (seit 1996; vier Ausgaben pro Jahr)
- Radio: «Rote Welle» auf LoRa in Zürich; Kanalratte in Basel
- Eine Wandzeitung
- Flyer: «Roter Motor»

## Kontakte
Das Generalsekretariat der Internationalen Roten Hilfe (IRH) hat seinen Sitz in Zürich und wird vom RAS geleitet.
Nach Angaben des Schweizerischen Bundesrats pflegt der RAS Kontakte mit dem Kulturzentrum Reithalle Bern, den Luzerner Gruppen REBELL und Phase 1 sowie dem Subversiven Freundeskreis und weiteren Gruppen im Tessin, in Italien und Deutschland.